# Сан Калисто (Пескара)
Сан Калисто (итал. San Callisto) је насеље у Италији у округу Пескара, региону Абруцо.
Према процени из 2011. у насељу је живело 101 становника. Насеље се налази на надморској висини од 150 м.